# Edith Johnson
Edith Johnson (10 de agosto de 1894 – 6 de septiembre de 1969) fue una actriz cinematográfica estadounidense, activa en la época del cine mudo.

## Biografía
Nacida en Rochester, Nueva York, debutó en el cine en 1913 con el film Dixieland, producido por Selig Polyscope Company. Desde 1913 hasta 1924 actuó en algo más de ochenta producciones.
Era la mujer del actor y director William Duncan (1879-1961).  Edith Johnson falleció en Los Ángeles, California, a causa de las lesiones sufridas en una caída el 6 de septiembre de 1969, siendo enterrada junto a su esposo en el Cementerio Inglewood Park de Inglewood.

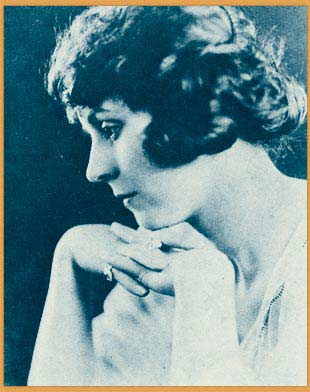
Edith Johnson en 1920

## Filmografía
- Dixieland, de Hardee Kirkland (1913)
- Conscience and the Temptress, de Norval MacGregor (1914)
- Nan's Victory, de Tom Santschi (1914)
- Life's Crucible, de Tom Santschi (1914)
- The Dream Girl, de Tom Santschi (1914)
- Rosemary, That's for Remembrance, de Francis J. Grandon (1914)
- If I Were Young Again, de Francis J. Grandon (1914)
- Out of Petticoat Lane, de Francis J. Grandon (1914)
- The Butterfly's Wings, de Tom Santschi (1914)
- The Lure of the Windigo, de Francis J. Grandon (1914)
- Wade Brent Pays, de Francis J. Grandon (1914)
- The Flower of Faith, de Francis J. Grandon (1914)
- Heart's Desire, de Francis J. Grandon (1915)
- The Van Thornton Diamonds, de Francis J. Grandon (1915)
- Her Jungle Sweetheart (1915)
- The Face at the Window (1915)
- Wolves of the North, de William Duncan (1924)